# كاترين أسكان
كاترين أسكان (بالألمانية: Katrin Askan)‏ هي روائية وكاتبة قصص ألمانية، ولدت في 21 فبراير 1966 ببرلين الشرقية.

## حياتها
استطاعت كاترين الهرب في عام 1986 من برلين الشرقية إلى برلين الغربية. درست الفلسفة وعلوم اللغة الألمانية في الجامعة الحرة في برلين, ثم تفرغت للكتابة وأقامت في مدينة كولونيا.
سجلت كاترين تجربتها الشخصية في الهرب من شرق برلين إلى غربها في روايتها A-Dur و Aus dem Schneider . وقد نجحت هذه الرواية الأخيرة نجاحا كبيرا, واعتبرت أحد أبرز ما عرف بروايات التحول Wenderoman.
ومنذ عام 1988، نشرت أسكان قصائد ومقالات نثرية في العديد من المجلات والمختارات. ومن الأمثلة على ذلك قصتها القصيرة ”دير سكوربيون“ التي ظهرت في مجلة ”موشلهاوفن“. كما ألّفت أيضًا عددًا من القطع الإذاعية لصالح إذاعة برلين-براندنبورغ ”أوهرينبار“ التابعة لإذاعة برلين-براندنبورغ، وهي منتجة برامج إذاعية للأطفال الذين تتراوح أعمارهم بين أربع وثماني سنوات. 
حصلت كاترين أسكان على جائزة فريدريش هولدرلين من مدينة باد هومبورج في عام 1998.

## من أعمالها
- A-Dur (رواية) 1996
- الملاك الحديدي (رواية) 1998
- من الخياط Aus dem Schneider (رواية) 2000